# Okres Szentgotthárd

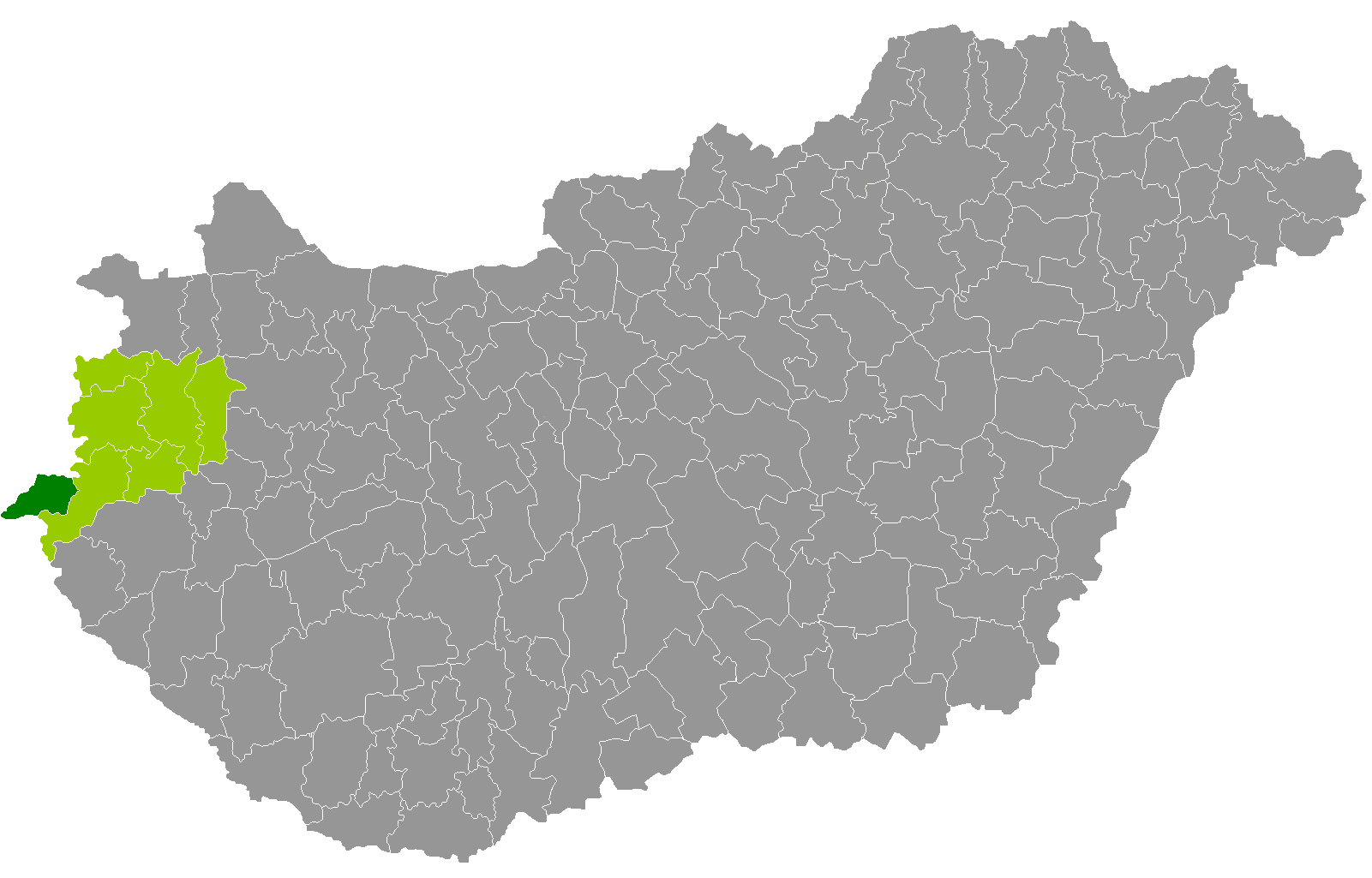
Okres Szentgotthárd

Okres Szentgotthárd (maďarsky Szentgotthárdi járás) je okres v západním Maďarsku v župě Vas. Jeho správním centrem je město Szentgotthárd.

## Sídla
V okrese je jedno město a 15 vesnic.
| - Alsószölnök - Apátistvánfalva - Csörötnek - Felsőszölnök - Gasztony - Kétvölgy - Magyarlak - Nemesmedves | - Kondorfa - Orfalu - Rábagyarmat - Rátót - Rönök - Szakonyfalu - Szentgotthárd - Vasszentmihály |